# Ашага-Цинит
Ашага-Цинит (лезг. Асккан ЦIинит) — село в Хивском районе Дагестана. Административный центр сельского поселения Ашага-Архитский сельсовет.

## География
Расположено в 7,5 км к юго-востоку от районного центра — села Хив, на реке Чирагчай.

## История
До вхождения Дагестана в состав Российской империи селение входило в состав Кутуркюринского магала Кюринского ханства. После присоединения ханства к Российской империи числилось в Ашага-Аркитском сельском обществе Кутур-Кюринского наибства Кюринского округа Дагестанской области.
После землетрясения 1966 года жителей села Юхари-Цинит переселили в село Ашага-Цинит.

## Население
| 1895 | 1926 | 1939 | 1970 | 1989 | 2002 | 2010 |
| ---- | ---- | ---- | ---- | ---- | ---- | ---- |
| 417  | ↘415 | ↗474 | ↗750 | ↘528 | ↗695 | ↗789 |
| 2021 |      |      |      |      |      |      |
| ↘691 |      |      |      |      |      |      |

## Инфраструктура
Мечеть.

## Транспорт
Через село проходит автодорога «Мамраш — Ташкапур — Араканский мост» (идентификационный номер 82 ОП РЗ 82К-009). Остановка общественного транспорта «Ашага-Цинит».